# Wojciech Poczachowski
Wojciech Jerzy Poczachowski (ur. 28 stycznia 1958 w Zabrzu) – polski dziennikarz, polityk. 

## Życiorys
Syn Jerzego i Danuty. Harcerz, podharcmistrz. We wrześniu 1980 współzałożyciel i pierwszym przewodniczącym katowickiego Kręgu Instruktorów Harcerskich im. Andrzeja Małkowskiego (tzw. „Solidarność Harcerska”). Należał do Niezależnego Zrzeszenia Studentów (1981–1987). Zaangażowany w studencką działalność opozycyjną i w ramach duszpasterstwa akademickiego. Ukończył studia na kierunku politologia – specjalizacja dziennikarstwo – na Wydziale Nauk Społecznych Uniwersytetu Śląskiego w Katowicach.
W styczniu 1981 założył podziemne pismo „Harcerz Śląski”. Pracował jako dziennikarz w tygodniku „Na Przełaj”. W latach 1985–1986 był dziennikarzem TVP Katowice. Za działalność opozycyjną został usunięty z pracy z zakazem wykonywania zawodu. W 1987 wyjechał do Niemiec. Był dziennikarzem redakcji polskich Radia Essen oraz Westdeutscher Rundfunk w Kolonii oraz miesięcznika polonijnego „Samo Życie, a także publicystą śląskiego miesięcznika prawicy „Prawe Słowo”. Pełnił funkcję rzecznika prasowego Stowarzyszenia Polskich Artystów Plastyków w Niemczech. W Niemczech związany był z Chrześcijańską Służbą Wyzwolenia Narodów ks. Franciszka Blachnickiego.
W 1997 powrócił do Polski. Objął stanowisko zastępcy redaktora naczelnego Górnośląskiego Tygodnika Regionalnego „Echo”. Publikował także w miesięczniku „Gospodarka Śląska”. Był rzecznikiem prasowym wojewody śląskiego, Urzędu Miejskiego w Świętochłowicach, szefem Biura Informacji i Promocji Miasta oraz członkiem Zarządu Świętochłowickiej Telewizji Miejskiej. 
W marcu 2001 wstąpił do Prawa i Sprawiedliwości. W latach 2006–2009 pełnił funkcję prezesa Zarządu i redaktora naczelnego Polskiego Radia Katowice, a w latach 2009–2010 członka jego Rady Nadzorczej. W latach 2009–2012 był wiceprezesem Polskiego Radia oraz p.o. dyrektora Polskiego Radia Programu III (27 maja 2010 – 9 listopada 2010). Członek Rady Programowej TVP oddział Katowice. Następnie był doradcą Sekretarza Stanu w Kancelarii Prezesa Rady Ministrów. Od 18 września 2017 do listopada 2023 był dyrektorem Instytutu Polskiego w Düsseldorfie.
W latach 2016–2024 w Polskim Radiu Katowice autor oraz prowadzący audycję popularno-naukową „Rozmowy Niekontrolowane Wojciecha Poczachowskiego”.
Wraz z Aleksandrą Majdzińską autor książki: „Być Polakiem na obczyźnie”, wydanej przez Fundację Wolność i Demokracja.
Członek Stowarzyszenia Dziennikarzy Polskich, Polskiego Stowarzyszenia Autorów, Dziennikarzy i Tłumaczy w Europie z siedzibą w Paryżu oraz Rady Instytutu Zachodniego im. Zygmunta Wojciechowskiego.
Bezskutecznie kandydował w wyborach samorządowych w 1998 oraz do Sejmu z list Prawa i Sprawiedliwości w wyborach parlamentarnych w 2005, 2011 i 2015.

## Odznaczenia
- 2007 – Brązowy Medal za Zasługi dla Policji[potrzebny przypis]
- 2019 – Krzyż Wolności i Solidarności[21]

- 2022 – Medal Stulecia Odzyskanej Niepodległości[22]

- 2024 – Odznaka honorowa „Działacza opozycji antykomunistycznej lub osoby represjonowanej z powodów politycznych”[potrzebny przypis]

- 2025 – Krzyż Kawalerski Orderu Odrodzenia Polski[23]